# Canton de Rieupeyroux
Le canton de Rieupeyroux est une ancienne division administrative française située dans le département de l'Aveyron et la région Midi-Pyrénées.
Avec le redécoupage cantonal de 2014, la commune de Rieupeyroux est devenue le bureau centralisateur du nouveau canton d'Aveyron et Tarn.

## Géographie
Ce canton était organisé autour de Rieupeyroux dans l'arrondissement de Villefranche-de-Rouergue. Son altitude variait de 280 m (La Bastide-l'Évêque) à 804 m (Rieupeyroux) pour une altitude moyenne de 550 m.

## Histoire
De 1833 à 1848, les cantons de Najac et de Rieupeyroux avaient le même conseiller général. Le nombre de conseillers généraux était limité à 30 par département.

## Représentation

### Conseillers généraux de 1833 à 2015
| Période | Période      | Identité                      | Étiquette              | Qualité |
| ------- | ------------ | ----------------------------- | ---------------------- | --- |
| 1833    | 1842         | Siméon Dardenne (1778-1843)   |                        | Maire de Cabanes puis de la Bastide |
| 1842    | 1848         | Vincent Cibiel                | Majorité ministérielle | Négociant Député (1837-1848) de Villefranche-de-Rouergue |
| 1848    | 1860 (décès) | Victor Lortal                 |                        | Propriétaire à Rieupeyroux, conseiller d'arrondissement |
| 1860    | 1871         | Hippolyte Grailhe (1805-1876) |                        | Président du tribunal civil de Villefranche-de-Rouergue |
| 1871    | 1875         | Henri Caussanel               |                        | Propriétaire à Villefranche-de-Rouergue |
| 1875    | 1907 (décès) | Lucien Coucoureux             | Républicain            | Juge de Paix à la Salvetat-Peyralès Conseiller municipal de Rieupeyroux |
| 1907    | 1940         | Joseph Coucoureux             | URD                    | Avoué et avocat à Villefranche-de-Rouergue Député (1919-1928) Sénateur (1930-1945) Nommé membre de la Commission administrative départementale en 1941 Nommé conseiller départemental en 1943 |
|         |              |                               |                        | |
| 1945    | 1970 (décès) | Marius Bouscayrol (1919-1970) | Rad.                   | Maire de la Capelle-Bleys |
| 1970    | 1982         | Paul Chincholle               | Rad. puis MRG          | Notaire Maire de Rieupeyroux (1965-1983) |
| 1982    | 1988         | Pierre Marty                  | PS                     | Gestionnaire de lycée, maire de La Capelle-Bleys (1983-2001) |
| 1988    | 1994         | Pierre Marre                  | UDF-PR                 | Médecin cardiologue, conseiller municipal de Rieupeyroux |
| 1994    | 2001         | Pierre Marty                  | DVG                    | Maire de La Capelle-Bleys |
| 2001    | 2015         | Michel Costes                 | DVD                    | Technicien en qualité du lait, conseiller municipal de Rieupeyroux |

### Résultats électoraux détaillés
- Élections cantonales de 2001 : Michel Costes (UDF) est élu au premier tour avec 55,73 % des suffrages exprimés, devant Jean-Pierre Belloc (Divers gauche) (44,27 %). Le taux de participation est de 84,16 % (3 267 votants sur 3 882 inscrits)[8].
- Élections cantonales de 2008 : Michel Costes (Divers droite) est élu au premier tour avec 61,47 % des suffrages exprimés, devant Chantal Chevallier (PS) (38,53 %). Le taux de participation est de 83,5 % (3 103 votants sur 3 716 inscrits)[9].

### Conseillers d'arrondissement (de 1833 à 1940)
| Période                                  | Période | Identité                         | Étiquette | Qualité |
| ---------------------------------------- | ------- | -------------------------------- | --------- | --- |
| 1833                                     | 1839    | Jean Antoine Scudier (1765-1857) |           | Géomètre, avocat, juge de paix à Prévinquières                                                              |
| 1839                                     | 1842    | Victor Lortal                    |           | Percepteur des contributions directes à Rieupeyroux                                                         |
| 1842                                     | 1845    | Jean Antoine Escudié             |           | Juge de paix, propriétaire à Prévinquières                                                                  |
| 1845                                     | 1848    | Florent Boursinhac               |           | Maire de Rieupeyroux                                                                                        |
| 1848                                     | 1858    | M. Ricomes                       |           | Propriétaire à Rieupeyroux                                                                                  |
| 1858                                     | 1871    | Charles Dardenne                 |           | Maire de La Bastide-l'Évêque (1848-1873)                                                                    |
| 1871                                     | 1892    | Cyprien Chinchole (1829-1898)    | Droite    | Maire de La Serre, Rieupeyroux                                                                              |
| 1892                                     | 1901    | Urbain Faure                     |           | Propriétaire, maire de Saint-Salvadou de 1884 à 1900                                                        |
| 1901                                     | 1919    | M. Viguié                        |           | Docteur-médecin à Rieupeyroux                                                                               |
| 1919                                     | 1940    | Léon Chinchole                   | URD       | Notaire, maire de Rieupeyroux de 1908 à 1943, suppléant du juge de paix                                     |
| 1940                                     |         |                                  |           | Les conseils d'arrondissement ont été suspendus par la loi du 12 octobre 1940 et n'ont jamais été réactivés |
| Les données manquantes sont à compléter. |         |                                  |           | |

## Composition
Le canton de Rieupeyroux, d'une superficie de 174 km2, regroupait six communes
.
| Nom                 | Code Insee | Intercommunalité            | Superficie (km2) | Population (dernière pop. légale) | Densité (hab./km2) |
| ------------------- | ---------- | --------------------------- | ---------------- | --------------------------------- | ------------------ |
| La Bastide-l'Évêque | 12021      | CC du Bas Ségala            | 44,16            | 820 (2013)                        | 19                 |
| La Capelle-Bleys    | 12054      | CC Aveyron Bas Ségala Viaur | 15,63            | 379 (2014)                        | 24                 |
| Prévinquières       | 12190      | CC Aveyron Bas Ségala Viaur | 20,86            | 303 (2014)                        | 15                 |
| Rieupeyroux         | 12198      | CC Aveyron Bas Ségala Viaur | 54,81            | 2 001 (2014)                      | 37                 |
| Saint-Salvadou      | 12245      | CC du Bas Ségala            | 15,50            | 390 (2013)                        | 25                 |
| Vabre-Tizac         | 12285      | CC du Bas Ségala            | 22,67            | 428 (2013)                        | 19                 |

## Démographie

### Évolution démographique
| 1962  | 1968  | 1975  | 1982  | 1990  | 1999  | 2006  | 2011  | 2012  |
| ----- | ----- | ----- | ----- | ----- | ----- | ----- | ----- | ----- |
| 5 992 | 5 725 | 5 438 | 5 379 | 4 944 | 4 533 | 4 397 | 4 397 | 4 375 |

### Âge de la population
La pyramide des âges, à savoir la répartition par sexe et âge de la population, du canton de Rieupeyroux en 2009 ainsi que, comparativement, celle du département de l'Aveyron la même année sont représentées avec les graphiques ci-dessous.
La population du canton comporte 49,8 % d'hommes et 50,2 % de femmes. Elle présente en 2009 une structure par grands groupes d'âge plus âgée que celle de la France métropolitaine. 
Il existe en effet 60 jeunes de moins de 20 ans pour cent personnes de plus de 60 ans, alors que pour la France l'indice de jeunesse, qui est égal à la division de la part des moins de 20 ans par la part des plus de 60 ans, est de 1,06. L'indice de jeunesse du canton est également inférieur à celui  du département (0,67) et à celui de la région (0,89).
| Hommes | Classe d’âge | Femmes |
| ------ | ------------ | ------ |
| 0,6    | 90 ans ou +  | 1,4    |
| 13,0   | 75 à 89 ans  | 16,2   |
| 17,8   | 60 à 74 ans  | 18,9   |
| 23,3   | 45 à 59 ans  | 19,8   |
| 17,1   | 30 à 44 ans  | 17,6   |
| 12,3   | 15 à 29 ans  | 9,6    |
| 15,9   | 0 à 14 ans   | 16,4   |

| Hommes | Classe d’âge | Femmes |
| ------ | ------------ | ------ |
| 0,6    | 90 ans ou +  | 1,7    |
| 10,2   | 75 à 89 ans  | 14,2   |
| 16,9   | 60 à 74 ans  | 17,5   |
| 21,6   | 45 à 59 ans  | 20,3   |
| 18,9   | 30 à 44 ans  | 17,8   |
| 15,1   | 15 à 29 ans  | 13,4   |
| 16,7   | 0 à 14 ans   | 15,1   |